# Nungena binocularis
Nungena binocularis là một loài bọ cánh cứng trong họ Cerambycidae.